# Richard Middleton
Richard Middleton (1249 – 1302) è stato un teologo inglese. Fu arcidiacono di Northumberland e servì sotto re Enrico III d'Inghilterra come lord cancelliere.

## Opere
- (LA) Tabula. Commentum super quarto libro Sententiarum Petri Lombardi, Venezia, Cristoforo Arnoldo, 1477.
- (LA) Commentum super quarto libro Sententiarum Petri Lombardi, Venezia, Ottaviano Scoto & Boneto Locatello, 1499.